# Oswald Johansson
Karl Teodor Oswald Johansson, även skrivet Osvald, född 7 oktober 1932 i Uppsala, död 20 februari 1975 i Stockholm, var en svensk cyklist. Han tävlade för Djurgårdens IF och CK Stefaniterna.
Johansson tog SM-guld i linjelopp 1955. Han tog även SM-guld 1960 och 1961 tävlande för Djurgårdens IF i lagtempolopp. Johansson vann Sexdagarsloppet 1955 och 1958. Han vann också Mälaren runt 1957 och 1959.
Johansson tävlade i två grenar (lagtempolopp och linjelopp) för Sverige vid olympiska sommarspelen 1960 i Rom.